# 澄清闸
澄清闸是位于中国北京市西城区万宁桥西侧的水闸（又称“澄清上闸”），现仅存遗址。广义上，“澄清闸”还可统称包括澄清上闸、澄清中闸、澄清下闸在内的三座水闸。

## 简介
《金史》载，金朝此处已有闸，以灌溉附近的稻田，这可能是澄清闸的前身。澄清闸建于元朝至元二十九年，原名海子闸。《水部备考》载：“澄清闸在鼓楼南，海子东岸，万宁桥西，至元二十九年建，名海子闸。”自从明朝、清朝时起，玉河起自什刹海前海的澄清闸，该闸为积水潭下游的出口控制闸。《日下旧闻考》中有杨载诗“金沟河上始通流，海子桥边系客舟。此去江南春水涨，拍天波浪泛轻鸥。”当时此地也是送客之处兼游览胜地。如今，万宁桥以西建有金锭桥，而澄清闸已无存，仅留有遗址。
这处澄清闸又称“澄清上闸”，而东不压桥旁边的水闸名为“澄清中闸”。《日下旧闻考》载：“海子东澄清闸三”。也就是说，澄清闸分为三闸：澄清上闸、澄清中闸、澄清下闸。澄清上闸在万宁桥西侧。澄清中闸在东不压桥北侧，已在2000年代进行的玉河北区（平安大街以北）改造工程中进行了考古发掘，是该工程中新发掘的大运河文物点；而在玉河南区改造工程中又发现了澄清下闸遗址。